# 김관 (1910년)
김관(金管, 일본식 이름: 金澤竹一郞가나자와 다케이치로, 본명: 김복원, 본명 한자: 金福源, 1910년 ~ 1946년)은 일제강점기의 음악평론가이다.

## 생애
경기도 개성 출신이다. 송도고등보통학교와 연희전문학교를 졸업하고 니혼 대학에서 수학하여, 지역 명문고와 경성부의 전문학교, 일본 유학을 거치는 당시의 일반적인 엘리트 코스를 밟았다.
귀국한 뒤 음악평론가로 활동하며 잡지 《음악평론》을 발행하는 등 이 분야에서 선구적인 역할을 했다. 초기에는 카프 계열의 경향파 음악 운동에 동참했으며, 곧 민족음악에 대한 관심을 보였다. 1933년 〈외국음악의 소화와 조선음악의 창조〉라는 글을 통해 처음 민족음악에 대한 문제 제기를 한 이후, 서양음악의 완전한 소화와 이를 바탕으로 한 조선음악의 창조를 주장했다. 민족음악 성립을 위한 방법론으로 민요에 대한 관심을 나타냈고, 대중 가요에 대해서는 음악적인 면에서 퇴폐적인 것이 사실이나 대중 생활의 거울이고 정신적인 위무제 역할을 한다는 견해를 보이기도 했다.
일제 강점기 말기에는 전쟁 시국과 관련된 친일 음악평론을 썼다. 《매일신보》에 발표한 〈동아의 신정세와 음악문화의 재출발〉(1940), 〈국가의 신체제와 신음악의 건설〉(1940), 〈음악획기의 년〉(1940), 〈국민·문화·음악〉(1941) 등이 그 예이다. 2008년 민족문제연구소가 친일인명사전에 수록하기 위해 정리한 친일인명사전 수록예정자 명단 음악 부문에 선정되었으며 2009년 친일반민족행위진상규명위원회가 발표한 친일반민족행위 705인 명단에도 포함되었다.
서울 명동에서 다방 에리사를 운영했다. '엘리사'로도 불리는 이 다방은 일종의 음악 다방으로, 당시 서울의 문화계 인사들이 모여드는 장소였다.
김관은 1930년부터 1941년까지 왕성하게 발표한 평론글로 음악적 자취는 남겼지만 생몰 연대조차 분명치 않을 만큼 개인사에 대한 내용은 잘 알려져 있지 않다. 1903년에 태어나 1950년에 사망했다는 설이 오랫동안 굳어져 있었으나, 신설령은 《중앙신문》 당시 기사와 동향 출신 인사들과의 인터뷰를 근거로 1909년 또는 1910년 개성에서 태어나 1945년 말에서 1946년 초 사이에 30대 중반의 나이로 사망한 것으로 보고 있다.

## 참고자료
- 최유준 (2004년 11월 10일). 〈제3장 분단의 음악, 상상하지 못한 음악 공동체 - 1. 굴절의 시대를 살다 간 음악 평론가 김관〉. 《예술 음악과 대중 음악, 그 허구적 이분법을 넘어서》. 서울: 책세상. ISBN 8970134735.
- 신설령 (2004). “김관의 음악비평론”. 《낭만음악》 제17권 (제1호).